# Пепперкамп Лагуна
Пепперкамп Лагуна (англ. Peppercamp Lagoon) — природне, тропічне та безтічне озеро в окрузі Коросаль, що в Белізі. Довжина до 1 км, а ширина до 0,5 км, і розкинуло свої плеса на висоті до 15 метрів.
Довкола озера лісові зарослі тропічного лісу. Найближче поселення Ньюланд (Neuland) — в 1 кілометрі на схід.